# Matikkasaari (ö i Södra Savolax)
Matikkasaari är en ö i Finland. Den ligger i sjön Juojärvi och i kommunen Heinävesi i den ekonomiska regionen  Nyslotts ekonomiska region  och landskapet Södra Savolax, i den sydöstra delen av landet, 300 km nordost om huvudstaden Helsingfors. Öns area är omkring 530 kvadratmeter och dess största längd är 40 meter i sydväst-nordöstlig riktning.